# Thea Beckman
Thea Beckman, właściwie Theodora Petie (ur. 23 lipca 1923 w Rotterdamie, zm. 5 maja 2004 w Bunniku)  – holenderska powieściopisarka znana jako autorka wydanej w 1976 powieści pt. Krucjata w dżinsach. Jej utwory należą do najczęściej przekładanych w kategorii literatury młodzieżowej.

## Wybrane dzieła
Opracowano na podstawie źródłowego:
- 1976: Kruistocht in spijkerbroek (pol. Krucjata w dżinsach; wyd. 1993);
- 1980: Stand in de storm (pol. Miasto w burzy) – powieść opisująca historię Utrechtu;
- 1980: Wij zijn wegwerpkinderen (pol. Jesteśmy dziećmi do wyrzucenia);
- 1984: Wonderkinderen (pol. Cudowne dzieci);
- Trylogia – cykl powieści opisujących „utopijną wizję matriarchatu” po wojnie jądrowej:
  - 1985: Kinderen van Moeder Aarde (pol. Dzieci matki ziemi);
  - 1987: Het helse paradijs (pol. Piekielny raj);
  - 1989: Het Gulden Vlies van Thule (Złote Runo Thule);
- 1992: De Stomme van Kampen (pol. Niemowa z K.) – powieść opisująca dzieciństwo Hendricka Avercampa.